# Arnobius

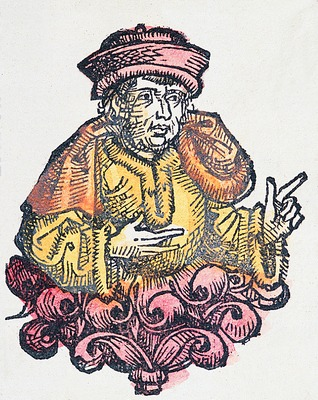
Arnobius

Arnobius van Sicca, in het Grieks Ἀρνόβιος ἐκ Σίκκης, ook wel Arnobius de Oudere (geboren in Noord-Afrika in het midden van de derde eeuw, gestorven in de vierde eeuw), is een van de vroege kerkvaders van het christelijk geloof. Hij was een Numidiër die in het polytheïsme was opgegroeid. Arnobius studeerde retorica en vestigde zich in Sicca Veneria, nu El Kef in Tunesië. Aanvankelijk was hij tegen het christendom, maar hij bekeerde zich later. Omstreeks 303, tijdens de christenvervolgingen door keizer Diocletianus, schreef Arnobius het enige van hem bewaard gebleven boek, Adversus Nationes, waarin hij het polytheïsme afkeurde, en stelde dat het enige juiste pad het geloof in God is.
De kerkvader Hiëronymus van Stridon vermeldt enkele biografische gegevens van Arnobius in zijn Chronicon en in De Viris Illustribus, onder andere dat hij - vóór zijn bekering - een leermeester zou zijn geweest van de christelijke wijsgeer Lactantius. Deze noemt hem echter niet in hun bewaard gebleven werken. Andere bronnen over Arnobius zijn niet bekend.

## Bron
Michael Bland Simmons, Arnobius of Sicca: religious conflict and competition in the age of Diocletian. Oxford, OUP, 1995